# 伊東信宏
伊東 信宏（いとう のぶひろ、1960年9月6日 - ）は日本の音楽学者、大阪大学大学院文学研究科教授。中欧・東欧の音楽史及び民族音楽学を専門とする。

## 略歴
京都市生まれ。1984年、大阪大学文学部美学科卒業後、87年同大学院修士課程修了。91年、同大学院博士課程を単位取得満期退学。日本学術振興会特別研究員、92年リスト・フェレンツ音楽院（ハンガリー）・客員研究員、93年大阪教育大学教育学部助教授、2004年大阪大学文学部助教授、07年文学研究科音楽学専攻准教授。
2010年、論文「バルトークによる民俗音楽調査・研究・編曲」にて大阪大学より博士（文学）の学位を取得。
1998年に『バルトーク』で第7回吉田秀和賞を受賞、アリオン賞奨励賞（音楽評論部門）受賞。2009年『中東欧音楽の回路』でサントリー学芸賞受賞。

## 著書
- 『バルトーク－民謡を「発見」した辺境の作曲家』中公新書、1997
- 『ハイドンのエステルハージ・ソナタを読む』春秋社、2003
- 『中東欧音楽の回路　ロマ・クレズマー・20世紀の前衛』岩波書店、2009
- 『バルトークの民俗音楽編曲』大阪大学出版会、2012
- 『東欧音楽綺譚　クルレンツィス・跛行の来訪神・ペトルーシュカ』音楽之友社、2018
- 『東欧音楽夜話　越えられない国境／未完の防衛線』音楽之友社、2021

### 翻訳
- 『バルトーク・ベーラ　ハンガリー民謡』（間宮芳生と歌詩対訳、全音楽譜出版社、1995）
- ヤーノシュ・カールパーティ『バルトークの室内楽曲』（江原望共訳、法政大学出版局、1998）
- 『バルトーク音楽論選』（太田峰夫共訳、ちくま学芸文庫、2018）
- サーシャ・バッチャーニ『月下の犯罪　一九四五年三月、レヒニッツで起きたユダヤ人虐殺、そして或るハンガリー貴族の秘史』（講談社〈選書メチエ〉、2019）

### 編著
- 『ピアノはいつピアノになったか?』（大阪大学出版会、2007）
- 『坂本龍一 ピアノへの旅』上尾信也と聞き手（アルテスパブリ、2024）

## 出演
- FMシンフォニー・コンサート→ブラヴォー!オーケストラ パーソナリティー（NHK-FM放送　概ね毎月1回程度、NHK大阪放送局製作日にパーソナリティーとして出演）

## 所属学会
- 東洋音楽学会
- 日本音楽学会
- 美学会
- 民族藝術学会